# Trox granulipennis
Trox granulipennis es una especie de coleóptero de la familia Trogidae.

## Distribución geográfica
Habita en el paleártico: sur de la Europa mediterránea occidental, el norte de África y Oriente Próximo; también en las Canarias.